# ベアー・スターンズ
ベアー・スターンズ（Bear Stearns）は、アメリカのニューヨークに本社を置いていた、大手投資銀行である。ベアー・スターンズは、ゴールドマン・サックス、モルガン・スタンレー、メリルリンチ、リーマン・ブラザーズに次ぐ、アメリカ第5位の投資銀行（証券会社）大手の1つであり、アメリカ5大証券の一角を担った。2007年にアメリカにおけるサブプライムローン問題が原因で経営が急速に悪化、ニューヨーク連邦準備銀行が緊急融資を行い、2008年5月30日付けで、銀行最大手の一つであるJPモルガン・チェースに救済買収された。

## 不況のハゲタカ
1923年、ジョセフ・ベア（Joseph Bear）とロバート・スターンズ（Robert Stearns）、ハロルド・メイヤー（Harold Mayer）の3人が、ベアー・スターンズを株式専門の証券会社として創立した。ニューディール政策をきっかけとして債券市場にも進出した。1933年、ソロモン・ブラザーズからサリム・ルイスが引き抜かれ、ベアー・スターンズがつくったばかりの機関債取引部門を指揮することになった。1935年、証券取引委員会の立案した公益持株会社法が制定され、世界恐慌以前に投資信託でゴールドマンなどが編成していた巨大公社を解体していったが、再編成のため原所有者向けの新規証券が一挙に発行された。ベアー・スターンズは市場で有利に立ち回り、ぼろ儲けすることができた。1938年サリムがパートナーとなった。1940年代ベアー・スターンズは、鉄道会社同士のM&Aを利用した裁定取引でさらなる収益をあげた。
1955年にアムステルダム事業所を開設した（国際部門のはじめ）。同年サンフォード・ワイルが入社した。サリム会長がブロック取引を開拓していたころであった。1960-70年代にベアー・スターンズは州際事業へ進出した。銀行の信託部を真似て、富裕な個人客の資産を専用の財団で運用した。具体的には証券貸出（レポ取引）であって、自己資本の十分な空売り業者を選んでいた。1975年5月1日、証券法改正によってブロック取引の時代が終わった。同年ニューヨーク市が財政破綻の危機に陥った。ベアー・スターンズは同市発行の証券を1000万ドル保有していたが、しかし結果的には大きな収益をあげることができた。市に合理化圧力を加えることもできたし、急場に保有証券を空売りすることもできた。1976年に出身者が独立してコールバーグ・クラビス・ロバーツを創立した。1978年5月、サリム会長が死亡したので、アラン・グリーンバーグ（Alan C. Greenberg）が引き継いだ。

## 信用と問題の拡張
1985年、ベアー・スターンズは株式会社となった。同年10月、さらなる増資が宣言された。そして不動産担保証券（MBS）をあつかうまでに業容は拡大した。1991年までにベアー・スターンズは、ラテンアメリカにおける株式発行市場の頂点に立って大幅な増収を遂げた。1993年にジェームズ・ケインが新社長となった。グリーンバーグは会長としてケインと協力した。外部コンサルタントも経営に参画した。1994年、北京に代理店を設置。翌1995年ベアー・スターンズは、中国鉄路広州局集団公司が上場するときの独占引受人となった。1996年、ベアー・スターンズの証券取引を決済していたブローカー（A. R. Baron & Company）が倒産した。同社は顧客から7500万ドルを詐取しており、翌1997年に証券取引委員会がベアー・スターンズを調査するようになった。株価操作や信託権限の逸脱に至るまで、証拠は山積みされた。1998年1月、ゼネラル・モーターズ・アクセプタンス・コーポレーションがユーロ債20億ドルをデュアル・トランシェ債（5年と10年）として発行し、ベアー・スターンズとモルガン・スタンレーが主幹事となった。同年9月、係争中のベアー・スターンズはロングターム・キャピタル・マネジメントの救済を拒否した。1999年夏、証券取引委員会とマンハッタン地区当局がベアー・スターンズに4200万ドルの制裁金と賠償を請求したが、ベアー・スターンズは請求を拒否するだけでなく調査で明らかにされた事実も否認した。それから2年ほどベアー・スターンズの株式は（店頭市場で）割引により取引された。2001年6月、グリーンバーグは会長職をケインに譲って引退した。ケインはモルガンに買収されるまで現役であった。
2003年11月12日、特定の投資家に対してミューチュアル・ファンドの短期売買を容認していたとして、富裕層向け営業部門のブローカー4人とアシスタント2人を解雇した。類似の短期売買は同業他社でも盛んに行われていたので事態は収拾せず、いわゆる「投信・保険不正問題」に発展し世論を燃焼させた。バンカメを代表とする同業他社には、カナダのパワー・コーポレーションが傘下にかかえるパトナム・インベストメントや、保険大手のプルデンシャル・ファイナンシャル、そして11年後にマイロン・ショールズが居座るジャナス（Janus Capital Group）もあった。19日、連邦議会下院は「2003年投資信託の公正性及び手数料の透明性に関する法案」を可決した。ベアー・スターンズは22日に連邦当局から召喚状を受け取った。12月11日には、証券取引委員会も短期売買と時間外取引に関する新規則案を公表した。一連の事件に対する追及と措置は徹底しなかった。2006年5月、証券取引委員会がベアー・スターンズに罰金2.5億ドルを課した。ベアー・スターンズは1999年から2003年9月にかけて、得意先であったヘッジファンドに対し、経済指標などの発表後にたびたび起こる市場の変動を利用したマーケット・タイミング・トレード（短期取引）に便宜を図り、また市場の終了後にも取引を行わせ、他の顧客に不利益を与えたという。ベア・スターンズは容疑について否認も是認もせず罰金を払った。

## シャドーバンキング
世界金融危機はシャドー・バンキング・システムの危機であった。ベアー・スターンズはサブプライム住宅ローン危機で主役を演じた。2007年6月12日、ベアー・スターンズ傘下の2つのヘッジファンドが計上した損失が報じられた。そのうちの1つ（High-Grade Structured Credit Strategies Enhanced Leverage Fund）は、投資家の出資金6億ドルを元手に借入をして60億ドルの資産運用を行っていた。借入の形態は、保有する資産担保証券の買戻し条件付売却（レポ借入）であった。
借入の担保であった資産担保証券はCDO（Collateralized Debt Obligation）であった。CDOは多様な資産を裏づけとすることができたが、実際の裏づけ資産はMBSの資産プールで弁済順位の劣後する部分であった。CDOの資産価値が下落したので、ファンドは追加証拠金を請求されることになった。ベアー・スターンズは同ファンドに32億ドルの融資枠を設定し16億ドルの融資を実施したが、融資資金は借入の返済に充てられたので、ファンド出資者の受益証券は無価値となった。このファンドに多額のレポ融資を行っていたメリルリンチは、担保である8.5億ドル相当のCDOの売却を実施したが、売却額は1.8億ドルにとどまり、専らOTD金融によって発行額を増加させていたCDOが流動性を失ったことを証明した。
2008年3月、ベアー・スターンズはレポ融資の引き揚げに遭った。傘下のヘッジファンドに行っていたレポ融資が焦げついたり、担保あるいは在庫として保有する資産担保証券と債務担保証券の価格が下落したりして、経営破たんを危惧されたのであった。欧州の銀行は融資の継続をとりやめ、さらにマネー・マーケット・ファンドもレポ融資の更新をやめた。3月11日、連邦準備制度がプライマリー・ディーラーを対象に定期証券貸出制度（Term Securities Lending Facility）を導入すると発表して、価格を下げているMBSを担保に財務省証券を28日借りられるようにした。この制度を利用しレポ融資の担保を追加することができた主要な投資銀行は、UBS、ドイツ銀行、モルガン・スタンレー、RBS、クレディ・スイス、メリルリンチ、シティグループ、バンカメ、リーマンなどのそれであった。3月14日、ニューヨーク連邦準備銀行がJPモルガン・チェースを経由してベアー・スターンズに129億ドルのつなぎ融資を実施した。同日、連銀がモルガンによる買収を斡旋し、ベアー・スターンズの不良債権を分離する受け皿を設立し、連銀がノンリコースローンの枠を290億ドル設定した。受け皿となった特別目的事業体はメイデン・レーン（Maiden Lane）と呼ばれ、アメリカン・インターナショナル・グループの不良債権処理も遂行した。モルガンは連銀に劣後する10億ドルの中期債券を購入して資金を提供したので、受け皿会社は合計300億ドルの資金でベアー・スターンズの資産を買い取ることになった。連銀による受け皿会社への救済融資は、「最後の貸し手」としての慣行から一歩踏み出すものであった。